# Basarab Panduru
Basarab Nică Panduru (ur. 11 lipca 1970 w Mârzănești), piłkarz rumuński grający na pozycji ofensywnego pomocnika.

## Kariera klubowa
Piłkarską karierę Panduru rozpoczynał w klubie CSM Reșița. W sezonie 1987/1988 zadebiutował w jego barwach w drugiej lidze. W zespole tym grał do końca 1990 roku, a na początku 1991 przeszedł do Steauy Bukareszt. W pierwszej lidze zadebiutował 10 marca w zremisowanym 1:1 wyjazdowym meczu z Progresulem Brașov. Od czasu przyjścia do Steauy grał w podstawowym składzie, a już w pierwszym sezonie wywalczył wicemistrzostwo Rumunii. Sukces ten powtórzył także rok później, a także zdobył Puchar Rumunii. W sezonie 1992/1993 wraz ze Steauą został mistrzem Rumunii, a sukces ten powtórzył jeszcze dwukrotnie z rzędu w kolejnych dwóch latach. Przez 4,5 roku rozegrał dla Steauy 131 spotkań ligowych i zdobył 34 gole.
Latem 1995 roku Panduru trafił do portugalskiej Benfiki, jednak nie osiągnął takiej formy, jaką prezentował w Rumunii. Po rozegraniu rundy jesiennej został wypożyczony do szwajcarskiego Neuchâtel Xamax, z którym zajął 3. miejsce w lidze szwajcarskiej. W międzyczasie Benfica została wicemistrzem Portugalii, a Panduru powrócił do Lizbony. Przegrał jednak rywalizację z Brazylijczykiem Valdo, a następnie z Boliwijczykiem Erwinem Sánchezem i przez dwa sezony zdobył tylko 4 gole dla klubu z Estádio da Luz. Z Benfiką zajął 3. miejsce, a w 1998 roku – 2.
Latem 1998 r. Rumun trafił do rywala Benfiki, FC Porto. Tam jednak także był rezerwowym, przede wszystkim dla gwiazdy zespołu, Słoweńca Zlatko Zahovicia i miał mały udział w wywalczeniu mistrzostwa Portugalii. Po pół roku wyjechał do Brazylii do klubu SC Internacional, stając się pierwszym w historii Rumunem w tamtejszej lidze. Latem wrócił do Portugalii i przez pół roku bronił barw Salgueiros Porto, a pod koniec 1999 roku zakończył sportową karierę.
| Sezon   | Klub                       | Kraj       | Rozgrywki          | Mecze | Bramki |
| ------- | -------------------------- | ---------- | ------------------ | ----- | ------ |
| 1987/88 | CSM Reșița                 | Rumunia    | Divizia B          | 4     | 0      |
| 1988/89 | CSM Reșița                 | Rumunia    | Divizia B          | ?     | ?      |
| 1989/90 | CSM Reșița                 | Rumunia    | Divizia B          | ?     | ?      |
| 1990/91 | CSM Reșița                 | Rumunia    | Divizia B          | ?     | ?      |
| 1990/91 | Steaua Bukareszt           | Rumunia    | Divizia A          | 16    | 4      |
| 1991/92 | Steaua Bukareszt           | Rumunia    | Divizia A          | 29    | 8      |
| 1992/93 | Steaua Bukareszt           | Rumunia    | Divizia A          | 31    | 9      |
| 1993/94 | Steaua Bukareszt           | Rumunia    | Divizia A          | 30    | 8      |
| 1994/95 | Steaua Bukareszt           | Rumunia    | Divizia A          | 25    | 5      |
| 1995/96 | SL Benfica                 | Portugalia | Superliga          | 15    | 3      |
| 1995/96 | Neuchâtel Xamax            | Szwajcaria | Swiss Super League | 7     | 0      |
| 1996/97 | SL Benfica                 | Portugalia | Superliga          | 19    | 2      |
| 1997/98 | SL Benfica                 | Portugalia | Superliga          | 15    | 2      |
| 1998/99 | FC Porto                   | Portugalia | Superliga          | 6     | 0      |
| 1999    | Internacional Porto Alegre | Brazylia   | Série A            | ?     | ?      |
| 1999/00 | Salgueiros Porto           | Portugalia | Superliga          | 7     | 1      |

## Kariera reprezentacyjna
W reprezentacji Rumunii Panduru zadebiutował 12 lutego 1992 roku w przegranym 0:1 meczu z Grecją. W 1994 roku był w kadrze Rumunii na Mistrzostwach Świata w USA. Tam wystąpił we dwóch meczach: grupowym ze Szwajcarią (1:4) oraz w ćwierćfinale ze Szwecją, przegranym po serii rzutów karnych. Karierę reprezentacyjną zakończył w 1996 roku. W drużynie narodowej wystąpił 22 razy i zdobył 1 gola (w 1993 roku w wygranym 1:0 sparingu z Izraelem).

## Kariera trenerska
Po zakończeniu kariery piłkarskiej Panduru został trenerem. W 2002 roku został szkoleniowcem zespołu Politehnica Timișoara. Zatrudnił go kolega z boiska i reprezentacji, ówczesny prezydent klubu Anton Doboș. W 2004 roku został zwolniony ze stanowiska z powodu jednej z wypowiedzi odnośnie do formy obrońców klubu.
W 2005 roku Panduru podpisał kontrakt z FC Vaslui. Jednak już po kilku meczach został zwolniony ze stanowiska. Następnie trenował Farul Konstanca. W październiku 2007 r. został trenerem drugoligowego Progresulu Bukareszt, ale w trakcie sezonu został zastąpiony przez Mariusa Ṣumudicę.